# Гжегож Риш
Гжѐгож Во̀йчех Риш (на полски: Grzegorz Wojciech Ryś) е полски римокатолически духовник, историк медиевист, доктор на хуманитарните науки, ректор на Висшата духовна семинария в Краков (2007 – 2011), викарен епископ на Краковската архиепархия и титулярен епископ на Аркавика (2011 – 2017), лодзки архиепископ митрополит от 2017 година.

## Биография
Гжегож Риш е роден на 9 февруари 1964 година в Краков. В периода 1982 – 1988 година учи във Краковската висшата духовна семинария, както и в богословския факултет и факултета за история на Църквата на Папската богословска академия (ПБА) в старата столица. Ръкоположен е за свещеник на 22 май 1988 година във Вавелската катедрала от кардинал Франчишек Махарски, краковски архиепископ. Служи като викарий в енорията „Св. св. Маргарита и Екатерина“ в Кенти. През 1994 година защитава докторска дисертация по история в ПБА, а в 2002 година се хабилитира. Впоследствие е избран за ръководител на катедрата за история на Църквата през Средновековието в Папския университет „Йоан Павел II“ (бившата Папска богословска академия). В периода 2004 – 2007 година е директор на архива на Митрополитския капитул в Краков, а от 2007 е ректор на Краковската висша духовна семинария. 
На 16 юли 2011 година папа Бенедикт XVI го номинира за викарен епископ на Краковската архиепархия и титулярен епископ на Аркавика. Приема епископско посвещение (хиротония) на 28 септември от ръката на кардинал Станислав Дживиш, краковски архиепископ, в съслужие с кардинал Франчишек Махарски и кардинал Станислав Рилко. В деня на „Въздвижение на Светия Кръст Господен“ (14 септември) 2017 година папа Франциск го номинира за лодзки архиепископ митрополит. На 4 ноември влиза тържествено в Лодзката архикатедрала като архиепископ.

## Трудове
- Inkwizycja, 1997.
- Celibat, 2002.
- Rekolekcje, 2003.
- Drogi Swiatła, 2005.
- Mandatum. To czyńcie na moją pamiątkę, 2005.
- 7 słów Chystusa, 2007.
- Ecce Homo, 2007.
- Brat Albert. Inspiracje, 2012.
- Stało się Słowo, 2012.
- Skandal miłosierdzia. Rozważania dla każdego, 2012.
- Rut Moabitka. Krewna Boga, 2013.
- Rekolekcje. Modlitwa, post, jałmużna, 2013.
- Kościelna wiosna, 2013.
- Franciszek. Życie – miejsca – słowa, 2013
- Kim są Polacy, 2013 (колектив).
- Papież Franciszek. Sługa nowego świata, 2013 (колектив).
- Drogi Krzyżowe 2007 – 2012, 2013.
- Kościoł, Franciszek, świat, 2014.
- Wiara z lewej, prawej i Bożej strony, 2014.
- Bogaci Jego ubóstwem, 2014.
- Dzieci Królestwa, 2014.
- Pierwsze jest Pierwsze, 2015.
- Na początku był Chrystus, 2016.
- Moc Słowa, 2016.
- Jeden, Święty, Powszechny, Apostolski. Spotkania z historią Kościoła, 2016.
- Moc Wiary, 2017.